# Iosif Pavlovich Utkin
Iosif Pavlovich Utkin (tiếng Nga: Ио́сиф Па́влович У́ткин, 14 tháng 5 năm 1903 – 13 tháng 11 năm 1944) – nhà báo, nhà thơ Nga gốc Do Thái.

## Tiểu sử
Iosif Utkin sinh ở ga Khingan, tỉnh Khabarovsk. Sau khi sinh được một thời gian, gia đình chuyển về quê ở Irkutsk. Từ nhỏ đã phải vừa học vừa đi làm để nuôi gia đình vì bố bỏ đi, kết quả là bị đuổi học khi chưa học xong trung học. Sau cách mạng Tháng Mười, Iosif tích cực tham gia công việc xã hội. Đầu năm 1920 vào đoàn Côm-xô-môn và tham gia nhóm thanh niên tình nguyện. Năm 1922 trở thành phóng viên của báo Власть труда và bắt đầu in những bài thơ đầu tiên ở đây. Sau đó là thời gian làm việc ở báo Комсомолия, tham gia tích cực vào các hoạt động của hội văn nghệ địa phương.
Năm 1924 được cử đi học trường báo chí ở Moskva. Từ đây bắt đầu một thời kỳ hoạt động văn học sôi nổi của Utkin. Thơ của ông in thường xuyên trên các tạp chí thủ đô như Огонёк, Прожектор, Смена… Năm 1925 xuất bản cuốn sách đầu tiên Повесть о рыжем Мотэле được đánh giá là thành công của một nhà thơ trẻ. Từ năm này Utkin bắt đầu làm ở báo Sự thật Thanh niên. Năm 1927 in Первая книга стихов và cũng trong năm này tốt nghiệp trường báo chí, sống ở ngôi nhà "Hợp tác xã Văn" nổi tiếng ở Moskva.
Thời kỳ chiến tranh Vệ quốc, Utkin ra trận, chiến đấu ở Bryansk. Tháng 9 năm 1941 ông bị thương ở Elnya, tỉnh Smolensk bị mất bốn ngón tay ở bàn tay phải. Sau đó ông được chuyển về điều trị ở Taskent. Năm 1942 trở lại chiến trường Bryansk làm phóng viên đặc biệt của các báo: Sự Thật (Правда) và Tin Tức (Известия). Iosif Utkin mất ngày 13 tháng 11 năm 1944 trong một vụ tai nạn máy bay ở ngoại ô Moskva. Ông chết trong tư thế tay đang cầm quyển thơ của Lermontov.

## Tác phẩm
- Повесть о рыжем Мотэле (1925)
- Первая книга стихов (1927)
- Милое детство (1933)
- Публицистическая лирика (1931)
- Стихи (1935)
- Лирика (1939)
- Фронтовые стихи (1942)
- О родине. О дружбе. О любви (1944)

## Một số bài thơ
| Tình yêu giao nhiệm vụ Tình yêu giao cho ta nhiệm vụ Rằng hai đứa mãi sống cùng Nhưng mà ta đã không thành công Giải bài toán khó. Anh hay em đã từng nhầm lẫn Thái dương của ai trắng hơn – Anh không biết. Nhưng ta đã từng Đứng tám năm trước bảng. Ta chia tay… cổ họng đầy nước mắt Không nước mắt mà máu đó em ơi! Ta như trẻ con đơn giản đem chùi Tình yêu không thể nào giải được… Nếu tôi không trở về Em thân yêu, nếu tôi không trở về Những lá thư của em không còn đọc Thì em đừng nghĩ là do ai khác Mà nghĩa là… đất ướt đó em ơi. Có nghĩa là những cây sồi lẻ loi Cúi xuống buồn về tôi trong lặng lẽ Mà chia tay với người yêu như thế Em và quê hương tha thứ cho tôi. Tôi chỉ yêu em và đất nước thôi – Những gì mà tôi đã từng hạnh phúc Chỉ em và quê hương – em có biết Đã từng yêu bằng cả trái tim tôi. Còn một khi lẻ loi những cây sồi Trên mồ tôi chưa mơ màng cúi xuống Thì chỉ em sẽ là người yêu mến Và chỉ người, đất nước dấu yêu ơi. Ly biệt Ly biệt cuốn tình đi… Kukolnik Gió. Những chiếc lá lượn lờ Và đã hai tuần có lẽ Cơn bão tuyết hình cầu bàng bạc thế Đang om sòm, đùa khắp Moskva. Nhưng thà gió thổi dồn những ngôi nhà Gió và tuyết… Em đừng buồn thế. Vì dù sao, những con đường gặp gỡ Chẳng ai mang nó đi. Và em đã từng ly biệt với anh Vì những đợt tuyết rơi ngắn ngủi Cuộc đời với hai ta đứng giữa Như Vạn lý Trường thành. Nhưng trong bụi bặm con đường thảo nguyên Trong bụi bặm của miệng người đồn thổi Ản anh và em vẫn chưa quên nổi Khí trời của Moskva yêu thương. Thì em hãy đưa bàn tay cho anh!.. Và hãy nhìn: cuộc đời đang phá bỏ Đang cuốn đi bức tường cách trở Như Vạn lý Trường thành. Bản dịch của Nguyễn Viết Thắng | Задала любовь задачу Нам с тобою вместе жить, Да не вышло нам удачи Дело трудное решить. Кто ошибся: ты ли, я ли, У кого белей виски,— Не скажу. Но простояли Восемь лет мы у доски. Разошлись... И слезы в горле. Нет, не слезы — это кровь! Мы, как дети, просто стерли Нерешенную любовь... Если я не вернусь, дорогая Если я не вернусь, дорогая, Нежным письмам твоим не внемля, Не подумай, что это - другая. Это значит... сырая земля. Это значит, дубы-нелюдимы Надо мною грустят в тишине, А такую разлуку с любимой Ты простишь вместе с родиной мне. Только вам я всем сердцем и внемлю. Только вами и счастлив я был: Лишь тебя и родимую землю Я всем сердцем, ты знаешь, любил. И доколе дубы-нелюдимы Надо мной не склонятся, дремля, Только ты мне и будешь любимой, Только ты да родная земля! Разлука Разлука уносит любовь... Кукольник Ветер. Листья облетели. И уже недели две Серебристый шар метели Куролесит по Москве. Но пускай заносит зданья Вьюга, снег... Ты не грусти. Всё равно путей свиданья Никому не занести. И недолгими снегами Ты была разлучена. Жизнь стояла между нами, Как Китайская стена. Но в степи дорожной пыли И в пыли людской молвы Мы с тобой не позабыли Климат любящей Москвы. Ну, так дай скорее руки!.. Видишь: жизнью снесена, Сметена стена разлуки, Как Китайская стена. |